# متحكم عرض الفيديو

مخطط كتلي لوحدة تحكم عرض الرسومات NEC μPD7220

وحدة تحكم عرض الفيديو (VDC)، والتي يُشار إليها أيضًا باسم محرك العرض أو واجهة العرض، هي دائرة متكاملة تمثل المكون الأساسي في مُولِّد إشارة الفيديو. هذا الجهاز مسؤول عن إنتاج إشارة فيديو متوافقة مع أجهزة التلفزيون ضمن أنظمة الحوسبة أو الألعاب. وعلى الرغم من أن بعض وحدات VDC قادرة أيضًا على توليد إشارة صوتية، إلا أن هذه الوظيفة لا تُعدّ أساسية. وقد شاع استخدام وحدات VDC في أجهزة الكمبيوتر المنزلية خلال ثمانينيات القرن العشرين، بالإضافة إلى بعض أنظمة صور الفيديو المبكرة.
تُعدّ وحدة تحكم عرض الفيديو (VDC) المكون الرئيسي لمنطق مُولِّد إشارة الفيديو، وهي المسؤولة عن توليد توقيت إشارات الفيديو الأساسية، مثل إشارات المزامنة الأفقية والرأسية، بالإضافة إلى إشارة الفاصل الزمني للتعتيم. وفي بعض الأحيان، كانت هناك حاجة إلى شرائح دعم إضافية لبناء نظام عرض فيديو متكامل، مثل ذاكرة الوصول العشوائي (RAM) لتخزين بيانات البكسل، أو ذاكرة القراءة فقط (ROM) لتخزين خطوط الأحرف، أو بعض المنطق المنفصل مثل سجلات التحويل.
في الغالب الأعم، تُدمج شريحة وحدة تحكم عرض الفيديو (VDC) بشكل كامل ضمن منطق النظام الحاسوبي الرئيسي، حيث تظهر ذاكرة الفيديو الخاصة بها في خريطة الذاكرة الخاصة بوحدة المعالجة المركزية الرئيسية. ومع ذلك، في بعض التصميمات، تعمل وحدة VDC كمعالج مساعد قادر على معالجة محتويات ذاكرة الفيديو بشكل مستقل عن وحدة المعالجة المركزية الرئيسية.

## وحدة تحكم عرض الفيديو مقابل وحدة معالجة الرسومات
يكمن فرق جوهري بين وحدة تحكم العرض (VDC)، ومُسرِّع الرسومات، ودائرة الدوائر المتكاملة (IC) لضغط/فك ضغط الفيديو. ومع ذلك، نظرًا لأن هذا المنطق يتواجد عادةً ضمن شريحة وحدة معالجة الرسومات (GPU) ولا يتوفر بشكل منفصل للمستخدم النهائي، فغالبًا ما يسود قدر كبير من الالتباس حول هذه الكتل الوظيفية المتميزة.
شهدت تسعينيات القرن العشرين شيوع وحدات معالجة الرسومات (GPUs) المزودة بتسريع مادي، ومن الأمثلة عليها S3 ViRGE و Matrox Mystique و Voodoo Graphics؛ على الرغم من وجود نماذج سابقة مثل NEC μPD7220 لبعض الوقت. غالبًا ما تشتمل وحدات التحكم في عرض الفيديو (VDC) على أجهزة متخصصة لإنشاء ما يُعرف بـ "الرسوم المتحركة" أو "التحريك"، وهي وظيفة تُنفذ في شرائح معالجة الفيديو الحديثة (VDP) باستخدام تقنية "Bit Blitter" التي تعتمد على عملية "Bit blit" (نقل كتلة بتية).
من الأمثلة النموذجية على معالج عرض الفيديو "معالج عرض الفيديو VDP2 32 بت للخلفية والمستوى التمريري" المستخدم في جهاز Sega Saturn. ومن الأمثلة الأخرى شريحة "ليزا (AGA)" التي استُخدمت لتحسين قدرات الرسومات في أجهزة كمبيوتر أميجا من الجيل اللاحق.
ومع ذلك، لا يوجد تعريف دقيق وموحد يميز بين مصطلحي "وحدة تحكم عرض الفيديو" و "معالج عرض الفيديو". فعلى سبيل المثال، يُشار إلى الشريحة TMS9918 في بعض الأحيان باسم "وحدة تحكم عرض الفيديو" وفي أحيان أخرى باسم "معالج عرض الفيديو". وبشكل عام، يُفترض أن "معالج عرض الفيديو" يتمتع بقدرة على "معالجة" محتويات ذاكرة الفيديو (مثل ملء منطقة معينة في ذاكرة الوصول العشوائي)، بينما تقتصر وظيفة "وحدة التحكم في عرض الفيديو" على إدارة توقيت إشارات مزامنة الفيديو والتحكم في الوصول إلى ذاكرة الفيديو.
تتجاوز وحدة معالجة الرسومات (GPU) وظائف معالج عرض الفيديو (VDP) وتدعم أيضًا عمليات معالجة الرسومات ثلاثية الأبعاد. وهذا النوع من الشرائح هو المستخدم حاليًا في أجهزة الكمبيوتر الشخصية الحديثة.

## أنواع
يمكن تصنيف وحدات التحكم في عرض الفيديو إلى عدة أنواع مختلفة، يتم عرضها هنا بترتيب تصاعدي من حيث التعقيد:
- تُعدّ محولات الفيديو، أو "الأنظمة القائمة على سجل إزاحة الفيديو" (لا يوجد مصطلح مُتفق عليه بشكل عام لهذا النوع من الأجهزة)، أبسط أنواع وحدات التحكم في عرض الفيديو. وهي مسؤولة بشكل مباشر أو غير مباشر عن توليد إشارات توقيت الفيديو، لكنها لا تصل عادةً إلى ذاكرة الوصول العشوائي للفيديو (VRAM) بشكل مباشر. بل تحصل على بيانات الفيديو من وحدة المعالجة المركزية الرئيسية (CPU) بايتًا واحدًا في كل مرة، وتقوم بتحويلها إلى تدفق بتات تسلسلي، وهو ما يفسر المصطلح التقني "محول الفيديو". يُستخدم هذا التدفق التسلسلي للبيانات جنبًا إلى جنب مع إشارات المزامنة لإنتاج إشارة الفيديو النهائية. ويتعين على وحدة المعالجة المركزية الرئيسية القيام بالجزء الأكبر من عملية معالجة الفيديو. وعادةً ما تدعم هذه الشرائح وضع الرسومات النقطية بدقة منخفضة جدًا فقط.
- يقوم جهاز التحكم في أنبوب أشعة الكاثود (CRTC) بتوليد توقيتات الفيديو وقراءة بيانات الفيديو من ذاكرة الوصول العشوائي (RAM) المتصلة به. ثم تُرسل هذه البيانات عبر ذاكرة القراءة فقط (ROM) الخاصة بمولد الأحرف الخارجي (في أوضاع عرض النصوص) أو مباشرة إلى سجل إزاحة إخراج الفيديو (في أوضاع عرض الرسومات عالية الدقة). ونظرًا لأن القدرات الفعلية لمولد الفيديو تعتمد بشكل كبير على المنطق الخارجي المُلحق بشريحة CRTC، فإن مولد الفيديو القائم على هذه الشريحة يمكن أن يتمتع بمجموعة واسعة من الإمكانيات، بدءًا من أنظمة عرض النصوص البسيطة وصولًا إلى أنظمة عرض الرسومات عالية الدقة التي تدعم نطاقًا واسعًا من الألوان. ومع ذلك، لا تدعم هذه الأنظمة عادةً ما يُعرف بـ "العفاريت" (sprites).
- تُعدّ وحدات تحكم واجهة الفيديو أكثر تعقيدًا من وحدات تحكم أنبوب أشعة الكاثود (CRTC)، حيث يتم دمج الدوائر الخارجية المطلوبة مع CRTC داخل شريحة وحدة تحكم الفيديو نفسها. وغالبًا ما يتم توفير دعم لـ "العفاريت" (sprites)، بالإضافة إلى مولدات الأحرف (القائمة على ذاكرة الوصول العشوائي - RAM) وذاكرة الوصول العشوائي للفيديو المخصصة لسمات الألوان وسجلات الألوان (جداول البحث عن الألوان - Color Look-Up Tables) لأوضاع العرض عالية الدقة أو النصوص.
- تشتمل معالجات الفيديو المساعدة على وحدة معالجة مركزية داخلية خاصة بها، مُخصصة لقراءة (وكتابة) ذاكرة الوصول العشوائي للفيديو (VRAM) الخاصة بها (والتي قد تكون مُشتركة مع وحدة المعالجة المركزية الرئيسية - CPU)، وتحويل محتويات VRAM هذه إلى إشارة فيديو. ويمكن لوحدة المعالجة المركزية الرئيسية إرسال أوامر إلى المعالج المساعد، على سبيل المثال لتغيير أوضاع الفيديو أو للتلاعب بمحتويات ذاكرة الفيديو. كما يتحكم معالج الفيديو المساعد في مُولِّد الأحرف (الذي يعتمد في الغالب على ذاكرة الوصول العشوائي - RAM)، وذاكرة الوصول العشوائي لسمات اللون، وسجلات اللوحة اللونية (Color Palette Registers)، ومنطق "العفاريت" (sprites) (إذا كانت مدعومة).

## قائمة أمثلة لمراكز بيانات المجتمع
ومن أمثلة وحدات التحكم في عرض الفيديو:
محولات الفيديو
- كانت RCA CDP1861 عبارة عن شريحة بسيطة للغاية، مدمجة بتقنية CMOS (وهو أمر غير معتاد في منتصف سبعينيات القرن العشرين) لتكمل المعالج الدقيق RCA 1802 ، وقد تم استخدامها بشكل أساسي في COSMAC VIP . كان بإمكانه فقط دعم وضع الرسوميات أحادية اللون بدقة منخفضة للغاية.
- محول واجهة التلفاز (TIA) هو شريحة الفيديو المخصصة التي تشكل قلب وحدة التحكم في ألعاب Atari 2600 ، وهي شريحة بدائية تعتمد على المعالج الدقيق 6502 للقيام بمعظم العمل، كما تم استخدامها أيضًا لتوليد الصوت.

وحدات تحكم CRT
- تم استخدام وحدة التحكم Intel 8275 CRT في Convergent Technologies AWS / Burroughs B20 ، إلى جانب بعض أنظمة ناقل S-100 .
- Motorola 6845 (MC6845) هو مولد عناوين فيديو تم تقديمه لأول مرة بواسطة Motorola وتم استخدامه لـ Amstrad CPC وBBC Micro . كما تم استخدامه أيضًا في جميع محولات الفيديو المبكرة للكمبيوتر الشخصي تقريبًا، مثل محولات MDA وCGA وEGA . يستخدم كل من MDA وCGA شريحة Motorola حقيقية، بينما تحتوي EGA على مجموعة شرائح IBM مخصصة مكونة من خمس شرائح LSI؛ تتضمن إحدى هذه الشرائح إعادة تنفيذ IBM لـ CRTC، والتي تعمل مثل MC6845 ولكنها تختلف في بعض عناوين السجلات والوظائف، لذا فهي ليست متوافقة بنسبة 100%. في جميع محولات VGA المتوافقة اللاحقة، لا تزال وظيفة 6845 تُعاد إنتاجها داخل شريحة الفيديو، وبالتالي، بمعنى ما، لا تزال جميع أجهزة الكمبيوتر المتوافقة مع IBM PC الحالية تتضمن منطق 6845 CRTC.

وحدات تحكم واجهة الفيديو
- تعتبر Signetics 2636 و 2637 وحدات تحكم فيديو معروفة لاستخدامها في Interton VC 4000 و Emerson Arcadia 2001 على التوالي.
- MC6847 هو مولد عرض فيديو (VDG) تم تقديمه لأول مرة بواسطة Motorola وتم استخدامه في جهاز الكمبيوتر الملون TRS-80 وDragon 32/64 و Laser 200 و Acorn Atom وغيرها.
- تُعرف تقنية MOS 6560 (NTSC) و6561 (PAL) باسم وحدة تحكم واجهة الفيديو (VIC) وتُستخدم في VIC-20 .
- كانت MOS Technology 6567/8562/8564 (إصدارات NTSC) و6569/8565/8566 (PAL) تُعرف باسم VIC-II وتم استخدامها في Commodore 64 .
- تم استخدام تقنية MOS 8563 / 8568 في Commodore 128 (8563) وCommodore 128D (8568) لإنشاء شاشة عرض نصية مكونة من 80 عمودًا، بالإضافة إلى العديد من أوضاع الرسومات عالية الدقة. تتضمن طرازات Commodore 128 جهاز VIC-II لدعم أوضاع الفيديو المتوافقة مع Commodore 64 .
- تم استخدام جهاز تحرير النصوص MOS Technology 7360 (TED) في أجهزة الكمبيوتر Commodore Plus/4 وCommodore 16 وCommodore 116 وكان به قدرة صوتية متكاملة.
- كانت وحدة التحكم SCC66470 من Philips semiconductors عبارة عن وحدة تحكم VSC (وحدة تحكم الفيديو والأنظمة) تم استخدامها بالاشتراك مع وحدة التحكم الدقيقة 68070 الخاصة بها على سبيل المثال في أنظمة CD-i .

معالجات الفيديو المساعدة
- كانت ANTIC ( دائرة واجهة تلفزيونية أبجدية رقمية ) عبارة عن شريحة نظام فيديو مبكرة تم استخدامها في أجهزة كمبيوتر Atari ذات 8 بت . يمكنه قراءة " قائمة العرض " باستخدام وحدة المعالجة المركزية المدمجة الخاصة به واستخدام هذه البيانات لإنشاء إشارة فيديو معقدة.
- يُعرف TMS9918 باسم معالج عرض الفيديو (VDP) وقد تم تصميمه في البداية لجهاز Texas Instruments TI-99/4 ، ولكن تم استخدامه لاحقًا أيضًا في أنظمة مثل MSX (MSX-1)، و ColecoVision ، وسلسلة Memotech MTX ، و Sega SG-1000 وSC-3000 . يستخدم Master System نظام VDP محسنًا يعتمد على TMS9918، وSega 315-5313 (Yamaha YM7101) VDP المستخدم في Sega Genesis وبعض أجهزة الآركيد هو تقدم إضافي لنظام Master System VDP مع إزالة أوضاع TMS9918 الأصلية (الأقل جودة).
- NEC μPD7220 . تم استخدامها في بعض لوحات الرسوميات المتطورة لجهاز الكمبيوتر IBM في منتصف الثمانينيات، وخاصة في منتجات شركة Number Nine Visual Technology .
- كان RP2C02 ( NTSC ) [1] أو RP2C07 ( PAL ) [2] معالج فيديو مساعد صممته شركة ريكو لاستخدامه من قبل نينتندو في نظام Famicom ونظام Nintendo Entertainment System . لقد تم توصيله بـ 2048 بايت من ذاكرة الفيديو المخصصة، وكان لديه ناقل عناوين مخصص يسمح بالوصول إلى ذاكرة RAM أو ROM إضافية من خرطوشة اللعبة. تم دعم منطقة لعب قابلة للتمرير بحجم 256×240 بكسل، إلى جانب قائمة عرض مكونة من 64 OBJs (رسوم متحركة)، يمكن عرض 8 منها لكل خط مسح.
- Yamaha V9938 هو إصدار محسّن من TMS9918، وتم استخدامه بشكل أساسي في MSX2 .
- Yamaha V9958 هو معالج عرض الفيديو (VDP) المستخدم بشكل أساسي في أجهزة الكمبيوتر MSX2+ وMSX turboR .
- VLSI VS21S010D-L عبارة عن SPI/متوازي SRAM بحجم 128 كيلو بايت مع وحدة تحكم عرض فيديو مدمجة مع بكسلات ذات عمق بت متغير وشاشة تحريك كتلة.
- سلسلة معالجات العرض الرسومية (GDP) من Thomson EF936x ، والتي توفر معدل سحب يصل إلى مليون بكسل في الثانية ودقة تصل إلى 1024×512.

## بدائل لشريحة VDC
تجدر الإشارة إلى أن العديد من أجهزة الكمبيوتر المنزلية المبكرة لم تعتمد على شريحة معالج عرض فيديو (VDP) مُخصصة، بل قامت ببناء وحدة التحكم في عرض الفيديو بالكامل باستخدام عدد كبير من شرائح المنطق المنفصلة (من الأمثلة على ذلك Apple II(ابل 2) و Commodore PET و TRS-80 ). ونظرًا للمرونة العالية التي توفرها هذه الطرق، فقد كانت مُولِّدات عرض الفيديو الناتجة إما ذات قدرات متقدمة جدًا أو بدائية للغاية، وذلك اعتمادًا على جودة التصميم، ولكنها كانت تتطلب أيضًا عددًا كبيرًا من المكونات.
اعتمدت العديد من الأنظمة المبكرة على أشكال مختلفة من مصفوفات المنطق القابلة للبرمجة لإنشاء نظام عرض الفيديو؛ ومن الأمثلة على ذلك أنظمة ZX Spectrum و <b>ZX81</b> و Elektronika BK-0010، بالإضافة إلى العديد من الأنظمة الأخرى. غالبًا ما كانت التنفيذات المبكرة بدائية للغاية، ولكن التنفيذات اللاحقة أدت في بعض الأحيان إلى أنظمة فيديو متقدمة نسبيًا، مثل النظام الموجود في جهاز SAM Coupé. وعلى الطرف الأدنى من التعقيد، كما هو الحال في نظام ZX81، كانت الأجهزة تؤدي فقط وظائف كهربائية أساسية، بينما كان المعالج الدقيق (Microprocessor) يوفر توقيت الفيديو ومستوى تدفق البيانات. ونظرًا لارتفاع معدل بيانات الفيديو نسبيًا مقارنة بسرعة المعالج، كان الكمبيوتر قادرًا على إجراء العمليات الحسابية الفعلية غير المتعلقة بالعرض فقط خلال فترة التتبع بين إطارات العرض. وقد حدّ هذا الأداء إلى ما يقرب من 25% كحد أقصى من إجمالي دورات وحدة المعالجة المركزية المتاحة.
ونتيجة لذلك، أتاحت هذه التقنيات بناء أنظمة عرض فيديو ذات قدرات جيدة نسبيًا باستخدام عدد قليل من المكونات. ومع ذلك، فإن العدد المحدود من الترانزستورات في المنطق القابل للبرمجة في المراحل المبكرة يعني أن قدرات الأنظمة المبكرة القائمة على مصفوفات المنطق القابلة للبرمجة (PLA) كانت غالبًا أقل إثارة للإعجاب من تلك التي تستخدم وحدات تحكم واجهة الفيديو أو معالجات الفيديو المساعدة التي كانت متاحة في نفس الفترة الزمنية. وقد أدت الحلول اللاحقة القائمة على المنطق القابل للبرمجة، مثل تلك التي تستخدم الأجهزة المنطقية القابلة للبرمجة المعقدة (CPLDs) أو المصفوفات المنطقية القابلة للبرمجة ميدانيًا (FPGAs)، إلى أنظمة فيديو أكثر تقدمًا بكثير، بل وتجاوزت في بعض الأحيان تلك التي تم إنشاؤها باستخدام مكونات جاهزة.
كان الحل الهجين شائع الاستخدام يتمثل في الاعتماد على وحدة تحكم واجهة الفيديو (غالبًا Motorola 6845) كأساس، وتوسيع قدراتها باستخدام المنطق القابل للبرمجة أو الدائرة المتكاملة الخاصة بالتطبيق (ASIC). ومن الأمثلة البارزة على هذا الحل الهجين بطاقة VGA الأصلية، التي استخدمت شريحة 6845 جنبًا إلى جنب مع ASIC. ونتيجة لذلك، لا تزال جميع أنظمة الفيديو الحالية القائمة على VGA تستخدم سجلات الأجهزة التي وفرتها شريحة 6845.

## الحلول الحديثة

مخطط كتلة شريحة ATi R300. يتم تسمية وحدة التحكم في العرض بـ "واجهة العرض".

مع التقدم المستمر في تقنيات تصنيع تصنيع أجهزة أشباه الموصلات، يجري دمج المزيد والمزيد من الوظائف ضمن دوائر متكاملة، والتي غالبًا ما تكون قابلة للترخيص كجزء من الملكية الفكرية لأشباه الموصلات (SIP core). ويمكن العثور على كتل نظام التحكم في العرض كوحدة متكاملة (Display Controller SiP blocks) ضمن شرائح وحدات معالجة الرسومات (GPU))، ووحدات المعالجة المسرعة (APUs)، وأنظمة System-on-a-Chip (SoC) .[بحاجة لمصدر]
وهي تدعم مجموعة متنوعة من الواجهات: VGA (Video Graphics Array)، و DVI (Digital Visual Interface)، و HDMI(High-Definition Multimedia Interface)، و DisplayPort، و VHDCI(Very-High-Density Cable Interconnect)، و DMS-59 (Digital Media Solution - 59 pin).والمزيد. يتضمن PHY LVDS ، و Embedded DisplayPort ، وتي ام دي اس ، و Flat Panel Display Link ، و OpenLDI ، و CML .[بحاجة لمصدر] قد تتضمن شاشة الكمبيوتر الحديثة وحدة تحكم في شاشة العرض البلوري السائل (LCD controller) مُدمجة أو وحدة تحكم في شاشة الصمام الثنائي العضوي الباعث للضوء (OLED controller).
على سبيل المثال، يتم نقل إشارة VGA (Video Graphics Array)، التي تم إنشاؤها بواسطة وحدة معالجة الرسومات (GPU)، عبر كابل VGA إلى وحدة التحكم المدمجة في الشاشة. وينتهي كلا طرفي الكابل بموصل VGA. وتستخدم أجهزة الكمبيوتر المحمولة وغيرها من الأجهزة المحمولة واجهات مختلفة للربط بين وحدة التحكم في العرض والشاشة المدمجة. وعادةً ما تدعم وحدة التحكم في العرض معايير عرض الكمبيوتر المتعددة.
يُعد برنامج تشغيل KMS (Kernel Mode Setting) مثالًا على برنامج تشغيل جهاز لوحدات التحكم في العرض. أما AMD Eyefinity فهي علامة تجارية خاصة بتقنية وحدات التحكم في العرض التي تدعم توصيل وتشغيل شاشات عرض متعددة.
RandR (Resize and Rotate) هي واجهة برمجة تطبيقات لتكوين دقة العرض ومعدل التحديث لكل مخرج فيديو بشكل مستقل، مع تعديل إعدادات نظام النوافذ تلقائيًا وفقًا لذلك.
وتقدم شركة ARM Holdings مثالًا على هذا التمييز؛ حيث توفر نوى SIP (Semiconductor Intellectual Property) لتسريع عرض الرسومات ثلاثية الأبعاد بشكل منفصل عن وحدات التحكم في العرض. تحمل نوى تسريع الرسومات ثلاثية الأبعاد أسماء تسويقية مثل Mali-200 أو Mali-T880، بينما تتوفر وحدات التحكم في العرض بأسماء Mali-DP500 وMali-DP550 وMali-DP650. . 

## تاريخ
في عام 1982، قدمت شركة NEC جهاز NEC μPD7220، الذي يُعدّ واحدًا من أكثر وحدات التحكم في عرض الفيديو شيوعًا في أجهزة الكمبيوتر الشخصية خلال ثمانينيات القرن العشرين. وقد استُخدم في أجهزة NEC PC-9801، و APC III، ووأجهزة الكمبيوتر المتوافقة مع IBM، و DEC Rainbow، و Tulip System-1، و Epson QX-10. قامت شركة Intel بترخيص تصميم μPD7220 وأطلقت عليه اسم وحدة تحكم عرض الرسوميات 82720. . 
في الماضي، كانت بطاقات الرسومات تُعرف أيضًا باسم محولات الرسومات. وكانت الشرائح المستخدمة في بطاقات ISA (Industry Standard Architecture) / EISA (Extended Industry Standard Architecture) تقتصر على وحدة تحكم العرض فقط، حيث كانت هذه هي الوظيفة الأساسية المطلوبة لربط جهاز الكمبيوتر بشاشة العرض. أما البطاقات اللاحقة، فقد تضمنت دوائر متكاملة مُخصصة لتنفيذ العمليات الحسابية المتعلقة بالرسومات ثنائية الأبعاد بالتوازي مع وحدة المعالجة المركزية (CPU)؛ وقد عُرفت هذه البطاقات باسم بطاقات تسريع الرسومات. وبالمثل، ظهرت في نهاية المطاف دوائر متكاملة مُخصصة لمعالجة الرسومات ثلاثية الأبعاد. وقد توفرت هذه البطاقات بواجهات VLB (VESA Local Bus) و PCI(Peripheral Component Interconnect) و AGP(Accelerated Graphics Port)؛ أما البطاقات الحديثة، فتستخدم عادةً ناقل PCI Express، نظرًا لحاجتها إلى نطاق ترددي أكبر بكثير مما يمكن أن يوفره ناقل ISA.

## روابط خارجية
- Embedded Linux Conference 2013 – Anatomy of an Embedded KMS driver على يوتيوب KMS driver is a device driver for display controllers